# Henk Beentje
Henk Jaap Beentje (* 7. November 1951 in Bakkum) ist ein niederländischer Botaniker. Sein botanisches Autorenkürzel lautet „Beentje“.

## Leben
Beentje absolvierte sein Grundstudium in Botanik an der Universiteit van Amsterdam, wo er 1973 den Bachelor- und 1978 den Master-Abschluss erwarb. 1982 wurde er mit der Dissertation A monograph on Strophanthus DC. (Apocynaceae) unter der Leitung von Hendrik de Wit und Anthonius Josephus Maria Leeuwenberg zum Ph.D. an der Universität Wageningen promoviert.
Seit 1975 ist Beentje in Afrika tätig. Zwischen 1984 und 1989 war er wissenschaftlicher Mitarbeiter am East African Herbarium, das zu den National Museums of Kenya gehört.
Von 1985 bis 1989 gab Beentje das Journal of the East Africa Natural History Society und von 1987 bis 1989 die Schrift Utafiti: Occasional Papers of the National Museums of Kenya heraus. Von 1998 bis 2000 war er Mitglied beim Programm Diversitas. Er ist botanischer Redakteur beim Journal Systematics & Biodiversity und Mitglied bei der IUCN/SSC East African Plant Specialist Group.
Seit 1995 ist er leitender wissenschaftlicher Mitarbeiter bei den Royal Botanic Gardens, Kew.
Beentje konzentriert sich auf die Taxonomie afrikanischer Pflanzengruppen in Florenwerken und Feldführern, wobei der Schwerpunkt auf ostafrikanischen Pflanzen liegt. Er arbeitete häufig mit afrikanischen Botanikern aus Kenia, Uganda, Mosambik, Äthiopien und Madagaskar zusammen. Eines seiner Hauptprojekte ist seine Mitarbeit an der Flora of Tropical East Africa, wobei er Beiträge zu den Korbblütlern, Streifenfarngewächsen, Heidekrautgewächsen, Restionaceae, Cymodoceaceae, Hydnoraceae, mehreren anderen kleine Familien sowie den Glossar erstellte. Parallel dazu identifizierte er zwischen 500 und 800 Pflanzen pro Jahr aus Ostafrika (hauptsächlich Korbblütler) und Madagaskar (hauptsächlich Korbblütler und Palmen). In den Jahren 2004 bis 2005 wirkte er am Tagungsband Taxonomy and ecology of African plants, their conservation and sustainable use über den 17. Kongress der  Association pour l’Etude Taxonomique des Flores d’Afrique Tropicale (AETFAT) in Addis Abeba im Jahr 2003 mit. In weiteren Veröffentlichungen widmete er sich endemischen Pflanzen und Bäumen aus Ostafrika, somalischen und malischen Korbblütlern sowie madagassischen Palmen, bei denen er häufig mit John Dransfield zusammenarbeitete.
Beentje ist mit der aus dem Vereinigten Königreich stammenden botanischen Illustratorin Juliet Williamson (* 1947) verheiratet.

## Ehrungen und Dedikationsnamen
Beentje ist Fellow der Linnean Society of London. Nach ihm sind die Arten Cyperus beentjei L.R.Gardner & O.Weber, Dypsis beentjei J.Dransf., Psychotria beentjei O.Lachenaud und Ravenea beentjei Rakotoarin. & J.Dransf. benannt.

## Schriften
- mit Malcolm Coe & Rosemary Wise: A Field Guide to the Acacias of Kenya, Oxford University Press (1992), ISBN 0-19-858411-3
- mit Joy Adamson & Dhan Bhanderi: Kenya Trees, Shrubs, and Lianas, National Museums of Kenya (1994), ISBN 9966-9861-0-3
- mit John Dransfield, Margaret Tebbs & Rosemary Wise: The Palms of Madagascar, Royal Botanic Gardens, Kew (1995), ISBN 0-947643-82-6
- mit John Dransfield, Adam Britt, Tianjanahary Ranarivelo & Jeremie Razafitsalama: Field Guide to the Palms of Madagascar,  Kew Publishing (2006), ISBN 1-84246-157-5
- mit Juliet Williamson: Kew Plant Glossary: An Illustrated Dictionary of Plant Terms, Royal Botanic Gardens, Kew (2010), ISBN 978-1-84246-422-9
- mit Quentin Luke: 100 Trees to See on Safari in East Africa, Penguin Random House, Cape Town, South Africa (2020),  ISBN 978-1-77584-549-2